# سودالین مینچف
سودالین مینچف (بلغاری: Севдалин Минчев Ангелов؛ زادهٔ ۲۵ ژوئیهٔ ۱۹۷۴) وزنه‌بردار اهل بلغارستان بود.
وی در مسابقات کشوری و بین‌المللی در مجموع برندهٔ ۴ مدال طلا، ۸ مدال نقره، ۵ مدال برنز شده‌است.